# Adela Konop
Adela Konop (ur. 5 lipca 1991 w Bydgoszczy) – polska artystka, muzyk, wokalistka, magister sztuki, absolwentka Akademii Muzycznej w Bydgoszczy o specjalności wokalistyka jazzowa, uczestniczka 12. edycji programu telewizyjnego The Voice of Poland.

## Życiorys
Pochodzi z Bydgoszczy. Miłością do muzyki zarazili ją rodzice. Początkowo uczyła się w klasie skrzypiec w Państwowej Szkole Muzycznej I st. im. Artura Rubinsteina w Bydgoszczy. Jednak po sześciu latach nauki zrezygnowała z gry na skrzypcach. Ukończyła bydgoskie gimnazjum o profilu muzycznym, gdzie stawiała pierwsze kroki jako wokalistka, a także IV Liceum Ogólnokształcące im. Kazimierza Wielkiego w Bydgoszczy.
W 2015 roku została absolwentką Akademii Muzycznej im. Feliksa Nowowiejskiego w Bydgoszczy, gdzie ukończyła wokalistykę jazzową w klasie prof. Joanny Żółkoś-Zagdańskiej. Uzyskała wyższe wykształcenie muzyczne z tytułem magistra sztuki. Kształciła swój głos także na warsztatach wokalnych pod okiem Elżbiety Zapendowskiej, Grażyny Łobaszewskiej i Magdaleny Ptaszyńskiej. Swoje pierwsze nagrania rejestrowała pod okiem Dominika Motoły w Studio Nagrań Akademickiej Przestrzeni Kulturalnej przy Wyższej Szkole Gospodarki w Bydgoszczy. Tam też szlifowała swoje umiejętności wokalne pod kierunkiem Michała Maciudzińskiego.
Była uczestniczką 12. edycji programu The Voice of Poland. Podczas Przesłuchań w ciemno wykonała utwór „Powerful” z repertuaru Ellie Goulding. Jej wykonanie spodobało się jurorom. Swój fotel odwróciła Justyna Steczkowska oraz Marek Piekarczyk, którego to drużynę wokalistka wybrała. Jednakże z powodów zdrowotnych tuż przed etapem Bitew zrezygnowała z dalszego udziału w programie. Próbowała swoich sił również w programach telewizyjnych takich jak „Szansa na Sukces” z repertuarem Maryli Rodowicz, a także „Must be the Music”, „Śpiewaj i Walcz” i „Mam Talent”. Zdobyła nagrodę „Grand Prix” w konkursie „Kryształowa Nuta” w Lidzbarku Warmiński m. Jest również laureatką „Grand Prix” w Ladies Jazz Festival w Gdyni oraz laureatką Festiwalu „Serca Bicie” w Bydgoszczy poświęconemu pamięci Andrzeja Zauchy. Koncertuje jako solistka wspólnie z innymi muzykami, a także udziela się śpiewając w chórkach m.in. w zespole „The Echoes”. Współtworzyła zespół muzyczny „Adelibanda” i zespół „Tkanka”. Uczestniczyła w projekcie „Breakout” poświęconym pamięci Miry Kubasińskiej. Jej debiutancki album solowy zatytułowany jest „Źródło”. Pod tym samym tytułem widnieje także jej pierwszy singiel promujący płytę.
Wokalistka komponuje również własne utwory i pisze autorskie teksty piosenek. Poza czynną działalnością koncertową i nagraniową zajmuje się także nauczaniem śpiewu.

## Osiągnięcia
- Festiwal Ladies Jazz Festival w Gdyni – Grand Prix (2018)
- Festiwal „Serca Bicie” poświęcony Pamięci Andrzeja Zauchy w Bydgoszczy – II miejsce (2021)
- Festiwal „Kryształowa Nuta” w Lidzbarku Warmińskim – Grand Prix (2013)
- Festiwal „Soundrack” w Łomży – I miejsce
- Festiwal Maraton Piosenki Osobistej w Świeciu – I miejsce (wraz z zespołem Adelibanda)

## Dyskografia
- Źródło – mini album i singiel (2020)
- Wiem – singiel (2021)
- Tylko łagodność – singiel (2021)
- W zgodzie z sobą – singiel (2021)
- Struna – singiel (2021)
- Zapomnij – singiel (2022)
- Samo nie dzieje się nic – singiel (2023)
- W zgodzie z sobą – album live (2023)[18]
- The Truth – singiel (2024)[19]
- Utwory zebrane – gościnny udział na płycie zespołu Incognito[20]